# 경남기업
경남기업주식회사(-京南企業株式會社, 영어: SM KEANGNAM ENTERPRISES, LTD)는 1951년 설립된 대한민국의 건설회사이다.

## 연혁
- 1951년 8월 29일 대구시 동인동 41번지에서 경남토건(주)로 창업, 초대 대표이사 정원성 (건설업 면허 제2호)
- 1954년 5월 7일 경남기업주식회사로 상호변경
- 1965년 11월 15일 업계최초 해외 진출(태국 카닷트 중앙방송국 TOWER 건설), 해외건설업면허 1호 취득
- 1967년: 월남 진출(Ban Bet Thuet 외과병원 신축공사 수주)
- 1968년: 일반건설업면허 2호 취득
- 1971년: 인도네시아 진출(수마트라 도로공사 수주)
- 1972년: 김해국제공항 수주, 성장기틀마련
- 1973년: 국내건설업체 중 최초로 기업공개, 말레이시아 진출(연방 고속도로공사 수주)
- 1975년 3월 18일 경남금속 인수
- 1977년 3월 1일 중동지역 진출(사우디 BISHA AL-ALAYAH 도로공사)
- 1978년: 스리랑카 진출(Seeduwa 주택건설공사 수주)
- 1979년: 카메룬 진출(빅토리아 정유공장 건설공사 수주)
- 1980년: 건설수출 5억불탑 수상
- 1981년: 한국전력공사 본사 신축공사 수주
- 1982년: 건설수출 10억불탑 수상
- 1983년: 말레이시아 말레이은행본점 신축공사 수주
- 1984년 8월 1일 경남금속 법정관리 개시 결정
- 1984년 11월 16일 대우 김우중회장, 경남 대주주 지분(26.81%) 인수
- 1987년 3월 21일 (주)대우 계열 7개사가 김우중 지분(26.81%) 분할 인수, 산업합리화계획에 의거 경남금속 출자지분 양도
- 1992년: 대한주택공사 우수시공업체 선정
- 1994년: 아프리카 에리트리아 진출(Semble 주택 건설공사수주)
- 1995년: 영국 LRQA사로부터 ISO 9001 인증 획득
- 1996년: 대한주택공사 우수시공업체로 선정, 건설교통부 한국형 하천정화기술을 신기술로 지정
- 1997년: 한국통신 우수시공업체로 선정, 영국 LRQA사로부터 ISO 14001 인증 획득
- 1999년 8월 26일 (주)대우 계열 12개사 워크아웃 대상기업 지정 (주식회사 대우, 경남기업, 대우자동차판매 포함)
- 2000년 2월 9일 최대주주변경 (한국외환은행 ( 23.91% ), 한빛은행 ( 23.91% ))
- 2000년 4월 15일 대우계열에서 분리
- 2000년: 대한주택공사 우수시공업체 선정, 인천광역시 우수시공업체 선정
- 2001년: 창립 50주년, 강릉시 우수시공업체 선정, 동탑산업훈장 수훈(호남선 복선화공사)
- 2002년: 철도청 우수건설업체로 선정, 대통령 표창 수상(아프리카지역 민간외교 및 산업발전에 기여)
- 2003년 8월 29일 충남 건설업체 대아건설(주)이 최대주주가 됨 (51.00% 지분 소유)
- 2004년: 서울시 우수시공업체 선정
- 2004년 8월 18일 본사이전 (충남 아산시 온천동 242-10)
- 2004년 10월 11일 경남기업(주)가 대아건설(주)를 흡수합병함 (최대주주 성완종, 18.47% 소유)
- 2007년: 베트남지사/마다가스카르지사 설립, 베트남 경남하노이 랜드마크타워(랜드마크72) 착공
- 2008년: 알제리지사 설립
- 2010년: 사우디아라비아지사 설립, 광주수완에너지 준공
- 2011년: 사우디 아람코 입찰자격 획득
- 2012년: 경남 하노이 랜드마크 타워(랜드마크72) 준공
- 2015년 3월 27일: 법원에 기업회생절차(법정관리)를 신청
- 2015년 4월 7일: 회생절차 개시(서울중앙지방법원 사건번호 2015회합100070)
- 2017년 11월 30일: 회생절차 종료.
- 2017년 12월: SM그룹 계열사 편입.
- 2019년 5월 15일: 충청남도 아산시 청운로176번길로 본점 이전.

## 주요활동
경남기업은 1951년 창립 이후 국내 건축, 토목, 플랜트 등 민간 및 공공 분야에서 건설명가의 명성을 쌓은 한편, 1967년 국내 건설업체 최초로 해외건설 면허를 취득한 이래로 현재 해외 10개국에서 에너지, 도로, 지하철, 철도, 항만, 교량, 터널, 플랜트 등 인프라 구축을 하는 종합건설회사이다. 경남기업은 중동, 동남아, 아프리카 등에 진출해있다.
2013년에 3,109억 원의 손실을 기록했고, 2014년에도 1,827억 원의 영업적자를 기록했다.
2015년 3월 27일에 경남기업에 대한 채권단의 자금 지원안이 부결됨에 따라 법정관리(회생절차)를 신청하였으며, 4월 7일 서울중앙지방법원은 회생절차 개시를 결정하였다.
2017년 11월 30일 회생절차가 종료되었다.

### 건축
경남기업은 국내 주택사업면허 1호 획득, 1977년 반포 경남아파트를 시작으로 아파트를 건설함. 현재는 ‘경남아너스빌’이란 브랜드 아파트가 있음. 용인 흥덕, 파주 교하, 성남 판교, 대전 둔산, 진해 마천, 부산 해운대 등에 있음. 또한 대구 대봉동 센트로팰리스(지상 43층, 2007년 준공)와 같은 주상복합건물, 대전 목원대학교, 영남대학교 병원, 잠실 올림픽수영장등을 완공함.

### 토목
경부고속철도노반시설공사를 시공, 호남고속철도공사에도 참여중임. 또한 서울․부산․인천․대구․대전․광주 지하철 공사도 모두 참여, 경춘선 2,6공구를 비롯 전국 각지의 복선전철화공사와 경부고속도로를 비롯해 전국 각지를 연결하는 도로공사도 진행 중임. 최근에는 동북선 경전철 사업, 제2외곽순환도로(포천~화도) 등 대규모 프로젝트 최초사업제안자로서의 국내 SOC사업이 진행 중에 있음.

### 발전
경남기업은 태안, 영월, 영흥 등에 화력발전소를 건설했고, 광주수완, 아산배방 등에 대규모 에너지 시설을 지었다. 또한 삼척, 통영, 평택 등지에서 LNG 탱크건설에도 참여했다. 국내 ECA 기관 및 발전자회사와 동반으로 베트남, 스리랑카 등에도 널리 플랜트 시설이 분포되어 있다.

### 해외사업
경남기업은 태국 중앙방송국 타워건설(1965년)을 시작으로 현재 베트남 등 5개국 20여개 현장에서 공사를 진행 중에 있음. 특히 베트남 '랜드마크72'는 건축연면적 기준으로 세계최대 규모(608,946m2)이며 베트남내 최고층 건물(72층, 350m)이자 국내기업이 베트남에 투자한 사업 중 단일규모로는 최대 해외투자사업(1조 1,000억원)임. 이밖에 경남기업은 2011년 사우디의 국영석유회사인 ‘아람코’의 입찰자격 획득을 시작으로 현재 대규모의 해외 플랜트시장에서 여러 사업에 참여하고 있음.

### 브랜드
'경남아너스빌'은 사는 분들의 ‘명예(honors)'가 되는 고품격 주거공간이며 도심 속에서 안락한 휴식과 레저생활을 재현할 수 있는 웰빙공간을 지향한다는 의미를 담고 있음.

### 비리사건
2015년 자원 외교 비리 사건에 연루되어 서울중앙지방검찰청 특수1부로부터 수사가 시작되었다.

## 브랜드
- 경남아너스빌

### 단지 현황
- 부산광역시
  - 해운대구
    - 해운대 경남아너스빌 : 중동(2012년 3월)

- 울산광역시
  - 동구
    - 울산 경남아너스빌 시그니처(SM삼환기업) : 방어동(2024년 3월)

- - 울주군
    - 신울산 경남아너스빌 : 언양읍(2010년 2월)

- 대구광역시
  - 중구
    - 대구역 경남 센트로팰리스 : 태평로3가(2022년 7월)

- 경기도
  - 광주시
    - 탄벌 경남아너스빌 : 탄벌동(2011년 1월)

- 전라남도
  - 무안군
    - 남악신도시 경남아너스빌 : 삼향읍(2008년 11월)

- 충청남도
  - 공주시
    - 신관 2차 대아아이투빌 : 신관동(2002년 11월)

## 참고 문헌
- '랜드마크72'..세계 17위 '베트남 원스톱 라이프' 설계
- 경남기업 "베트남정부가 인정한 최초의 '랜드마크' 짓다"

## 본점 및 지점 현황
- 본점: 충청남도 아산시 청운로176번길 25, 2층 (권곡동)
- 서울지점: 서울특별시 영등포구 선유동1로 22, 9, 10층 (당산동2가)